# Pentium Extreme Edition
De Pentium Extreme Edition is de duurdere variant van de Pentium D 840-processor, Intels dual-core (processor met dubbele kern) van 3,2 GHz. Hij loopt op dezelfde snelheid, maar heeft in tegenstelling tot de Pentium D 840 wél Hyper-Threading aan staan. Dit zorgt ervoor dat een besturingssysteem uiteindelijk vier processoren ziet (twee fysieke kernen met vier logische threads). Ook heeft het een ontgrendelde multiplier waardoor hij geoverklokt kan worden. 
De PEE werkt alleen op de Intel 955X, 975X, ATi Radeon Xpress 200 en Nvidia nForce4 SLI-chipsets, wanneer de processor die aanvankelijk 999 dollar kostte (en zelfs 1200 dollar in de detailhandel) in een moederbord met 945-chipset wordt gestoken zal HyperThreading uitgeschakeld worden, wat hem dan gelijk zou maken aan de Pentium D 840.

## Eigenschappen van de processors

### Smithfield
- 90 nm architectuur, werkt op moederborden met een LGA775-socket
- Maakt gebruik van Dual-Core
- Bescherming tegen Bufferoverloop (NX-bit)
- Ondersteuning voor zowel 32 bit- als 64 bit applicaties
- Gebouwd door Intel
- Ondersteunt: MMX, SSE, SSE2, SSE3, Hyper-Threading, Enhanced Intel SpeedStep Technology (EIST), Intel 64, XD bit (een NX bit implementatie)
- Steppings: A0
- Afmeting: 37,5 mm × 37,5 mm
- Kern oppervlak: 206 mm²

| Type aanduiding             | sSpec Nummer | Frequentie | L2-Cache | Front Side Bus | Mult | Voltage   | TDP   | Socket  | Introductie Datum | Onderdeel Nummer | Introductie Prijs (USD) |
| --------------------------- | ------------ | ---------- | -------- | -------------- | ---- | --------- | ----- | ------- | ----------------- | ---------------- | ----------------------- |
| Pentium Extreme Edition 840 | SL8FK        | 3,2 GHz    | 2 × 1MB  | 800 MHz        | 16x  | 1,2-1,4 V | 130 W | LGA 775 | 1 mei 2005        | HH80551PG0882MM  | $999                    |

### Presler
- 65 nm architectuur, werkt op moederborden met een LGA775-socket
- Maakt gebruik van Dual-Core
- Bescherming tegen Bufferoverloop
- Ondersteuning voor zowel 32 bit- als 64 bit applicaties
- Gebouwd door Intel
- Ondersteunt: MMX, SSE, SSE2, SSE3, Hyper-Threading, Enhanced Intel SpeedStep Technology (EIST), Intel 64, XD bit (een NX bit implementatie), Intel VT-x (hardwarematige virtualisatie ondersteuning)
- Steppings: B1, C1
- Afmeting: 37,5 mm × 37,5 mm
- Kern oppervlak: 162 mm²

| Type aanduiding             | sSpec Nummer          | Frequentie | L2-Cache | Front Side Bus | Mult | Voltage        | TDP   | Socket  | Introductie Datum | Onderdeel Nummer | Introductie Prijs (USD) |
| --------------------------- | --------------------- | ---------- | -------- | -------------- | ---- | -------------- | ----- | ------- | ----------------- | ---------------- | ----------------------- |
| Pentium Extreme Edition 955 | SL94N (B1) SL8WM (B1) | 3,46 GHz   | 2 × 2MB  | 1066 MHz       | 13x  | 1,2 - 1,3375 V | 130 W | LGA 775 | 16 januari 2006   | HH80553PH0994M   | $999                    |
| Pentium Extreme Edition 965 | SL9AN (C1)            | 3,73 GHz   | 2 × 2MB  | 1066 MHz       | 14x  | 1,2 - 1,3375 V | 130 W | LGA 775 | 22 maart 2006     | HH80553PH1094M   | $999                    |